# Heliconia longiflora
Heliconia longiflora ist eine Pflanzenart aus der Familie der Helikoniengewächse (Heliconiaceae). Sie ist in Mittelamerika und im nordwestlichen Südamerika heimisch.

## Beschreibung

### Vegetative Merkmale
Heliconia longiflora ist eine ausdauernde, krautige Pflanze mit unterirdischem Rhizom. Die im Vergleich zu anderen Vertretern der Gattung relativ schmächtige, manchmal überhängend wachsende Art ist habituell einer Ingwerpflanze ähnlich und erreicht eine Wuchshöhe von 1–2(–5) m. Die 10–16 zweizeilig gestellten Laubblätter eines Sprosses bilden mit ihren Blattscheiden einen Scheinstamm. Die größten der einfachen und ungeteilten, 0,3–0,4 cm lang gestielten, lanzettlich-elliptischen Blattspreiten sind (20–)26–38 cm lang und 5–8(–12) cm breit. Die Spreiten besitzen einen asymmetrischen, spitzen bis stumpfen Grund, sind vorne lang zugespitzt und beiderseits grün. Die parallelen Seitennerven zweigen schräg von der Mittelrippe ab.

### Generative Merkmale
Die 10–20 cm langen, aufrechten Blütenstände stehen auf einem bis etwa 5 cm langen, orange gefärbten Stiel an den Enden der beblätterten Sprosse. Die Blütenstandsachse ist ebenfalls orange gefärbt. Jeder Blütenstand besteht aus vier bis zehn wickeligen Teilblütenständen. Die mittleren ihrer zweizeilig angeordneten, lanzettlichen, seicht kahnförmigen Tragblätter sind 5–8 cm lang und an der Basis 1–2 cm breit. Die vorne zugespitzten Tragblätter sind orange oder manchmal an der Spitze rot gefärbt und besitzen aufrechte Ränder. Jeder Wickel besteht aus (3–)5–20 sehr auffälligen, resupinierten Blüten. Deren häutige, hinfällige Deckblätter sind lanzettlich, etwa 4 cm lang, 5 mm breit und gelb gefärbt. Die spiralig gedrehten, 1–1,5 cm langen Blütenstiele sind orange gefärbt. Stiel und Hauptachse des Blütenstands sind ebenso wie die Tragblätter der Teilblütenstände und die Deckblätter kahl.
Die Blütenhülle der zygomorphen, zwittrigen Blüten besteht aus sechs Perigonblättern in zwei Kreisen, die am Grund zu einer Röhre verwachsen sind. Über diese hinaus sind die drei inneren und zwei der äußeren Perigonblätter miteinander zu einer einseitig offenen Scheide verwachsen, während der obere Abschnitt des medianen Perigonblatts des äußeren Kreises frei ist. Dieses ist ursprünglich adaxial gelegen, aber durch Resupination nach außen gedreht und beim Aufblühen zurückgebogen. Die gleichmäßig oder leicht parabolisch gekrümmte Blütenhülle ist 5,5–7 cm lang und hat ungefähr 5 mm Durchmesser. Sie ist kahl, zur Gänze gelb, cremefarben oder weiß oder an der Basis orange. Die Ränder der äußeren Perigonblätter sind glänzend. Die Staubblätter sind am Grund des röhrigen Abschnittes der Blütenhülle angeheftet und miteinander nicht verwachsen. Die fünf fruchtbaren Staubblätter haben lange linealische Staubfäden. Die linealischen Staubbeutel sind basifix, also an ihrem Grund dem Staubfaden angeheftet, bestehen aus vier Pollensäcken und öffnen sich der Länge nach. Das mediane sechste Staubblatt, das vor dem einzelnen freien Perigonzipfel steht, ist in ein Staminodium umgewandelt. Der unterständige, dreifächerige, kahle Fruchtknoten ist orange gefärbt mit grünem oberen Rand. Es gibt nur einen einzigen, fadenförmigen Griffel mit einer gelappten Narbe. In jedem Fruchtknotenfach ist an der basalen, zentralwinkelständigen Plazenta eine einzelne aufrechte Samenanlage vorhanden.

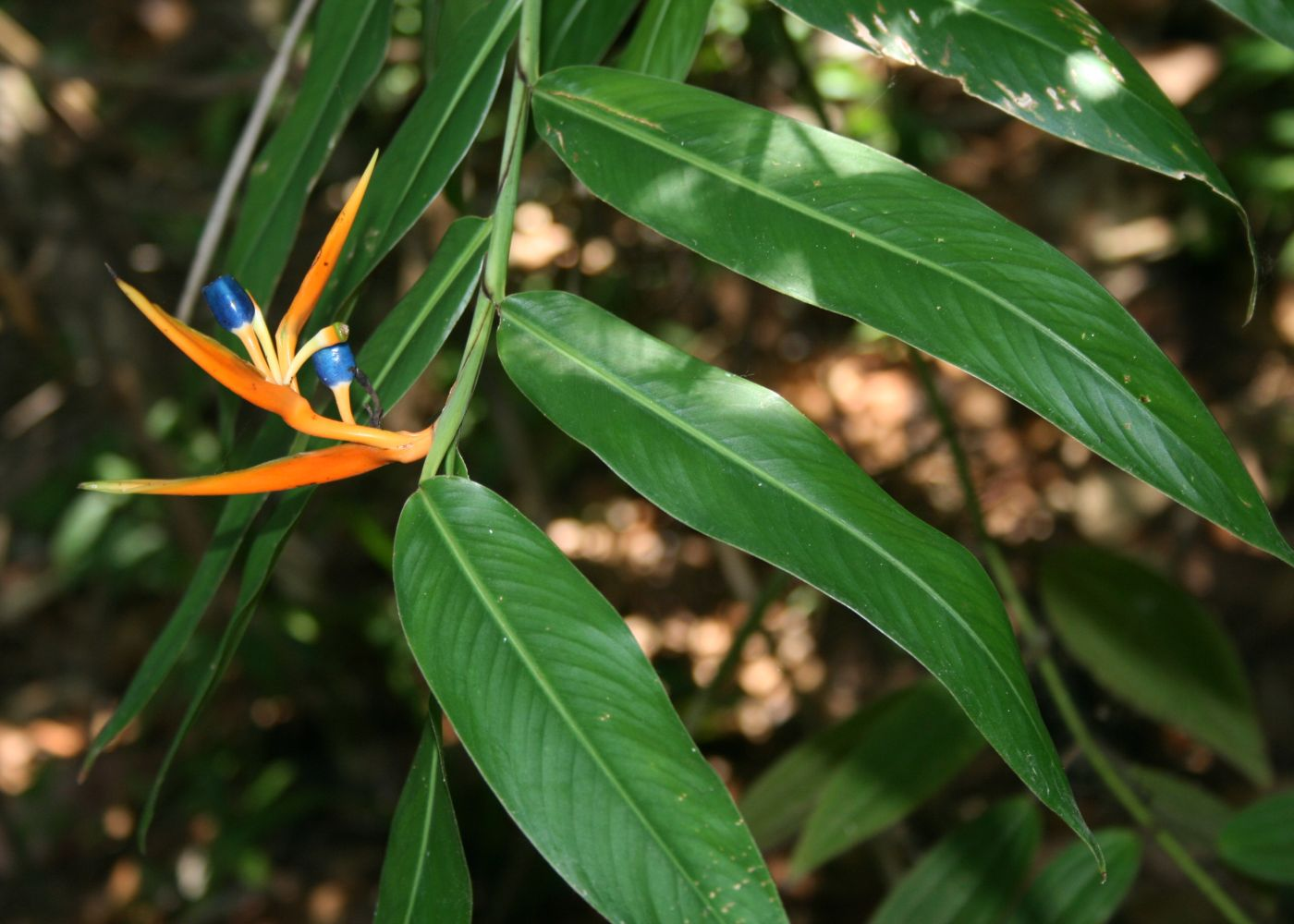
Heliconia longiflora, mit Früchten

Bei den Früchten handelt es sich um kahle, blaue Steinfrüchte. Sie sind annähernd kugelig bis etwas dreiseitig und haben einen Durchmesser von ungefähr 0,8–1 cm. Jeder der ein bis drei Steinkerne ist vom rauen, verhärteten Endokarp umgeben.
Die Art kann fast das ganze Jahr über blühen und fruchten.

### Inhaltsstoffe
In den Blättern von Heliconia longiflora sind Calciumoxalat-Kristalle enthalten, besonders viele im jungen, zarten Laub. Diese Kristalle spielen möglicherweise eine Rolle bei der Abwehr von Fraßfeinden.

### Chromosomen
Heliconia longiflora hat einen diploiden Chromosomensatz mit 2n = 24.

## Verbreitung und Lebensraum
Heliconia longiflora ist in Mittelamerika vom Norden Nicaraguas bis nach Panama verbreitet. Sie meidet die relativ trockenen Gebiete im Westen von Nicaragua, in den Tieflagen des nordwestlichen Costa Rica, sowie auf der Halbinsel Azuero in Panama. In Südamerika wächst die Art an der westlichen Abdachung der Anden von Kolumbien und im Nordwesten von Ecuador.
Die Art wächst im Unterwuchs und am Rand von feuchten tropischen Tieflands-Regenwäldern, an Flussufern und auch in Sekundärvegetation. Sie wächst in Costa Rica von Meeresniveau bis auf etwa 700(–1000) m Seehöhe, in Kolumbien kommt sie auch bis auf über 1300 m Seehöhe hinauf vor.

## Taxonomie und Systematik
Die Art wurde 1977 vom US-amerikanischen Botaniker Robert Roy Smith beschrieben. Das Typusmaterial besteht aus Pflanzen, die der US-amerikanische Botaniker Paul Hamilton Allen im Jahr 1946 in der Provinz Colón in Panama gesammelt hat. Derartige Pflanzen sind davor als Heliconia aurantiaca oder sogar als Heliconia psittacorum behandelt worden.
Heliconia longiflora umfasst zwei Unterarten:
- Heliconia longiflora subsp. longiflora: Sie kommt von Nicaragua bis ins nordwestliche Kolumbien vor.[6]
- Heliconia longiflora subsp. ecuadoriensis L.Andersson: Sie wurde 1985 aus dem Nordwesten von Ecuador beschrieben wurde.[7][6]

Heliconia longiflora wird innerhalb der Helikonien zur Untergattung Stenochlamys und zur Sektion Zingiberastrum gestellt. Eine molekularbiologische Untersuchung auf Grundlage von RAPD-Markern hat gezeigt, dass die Untergattung Stenochlamys polyphyletisch ist. Heliconia longiflora war in einer Klade enthalten, die sich aus Arten dieser Untergattung aus den Sektionen Zingiberastrum (Heliconia hirsuta, Heliconia longiflora) und Cannastrum (Heliconia mathiasiae, Heliconia metallica, Heliconia subulata) zusammensetzte.

## Etymologie
Das Artepitheton longiflora (lat. langblütig) leitet sich von lat. longus (lang) und lat. -florus (-blütig) ab. Es bezieht sich auf die relativ langen Blüten dieser Art. Der Name der Unterart ecuadoriensis bezieht sich auf das Vorkommen in Ecuador. Der Gattungsname Heliconia leitet sich vom Berg Helikon in Mittelgriechenland ab, dem Sitz der Musen in der Mythologie. Diese Namensgebung war eine Anspielung Linnés auf eine Verwandtschaft mit den Bananen (Musa).